# Chimalman
Chimalman è una dea della mitologia azteca, e precisamente la madre di Quetzalcoatl. Il suo nome in lingua nahuatl significa "mano-scudo". Era sorella di Coatlicue e Xochitlicue. 
Secondo il Manoscritto del 1558, sezione 7, la generazione di Quetzalcoatl avvenne in questo modo: "E quando Mixcoatl andò da... Huitznahuac, la donna Chimalman uscì per confrontarsi con lui. ... essa era nuda, senza gonna".
Mentre era in piedi in questo modo, Mixcoatl scoccò una freccia "tra le sue gambe", in due occasioni separate. "E quando successe, prese la donna di Huitznauac, colei che era Chimalman, e dormì con lei, mettendola incinta".
Sul concepimento di Quetzalcoatl esistono altre versioni del mito. In una di esse, Chimalman, vergine, concepì Quetzalcoatl ingoiando uno smeraldo.  